# Dürkoppviertel (Bielefeld)

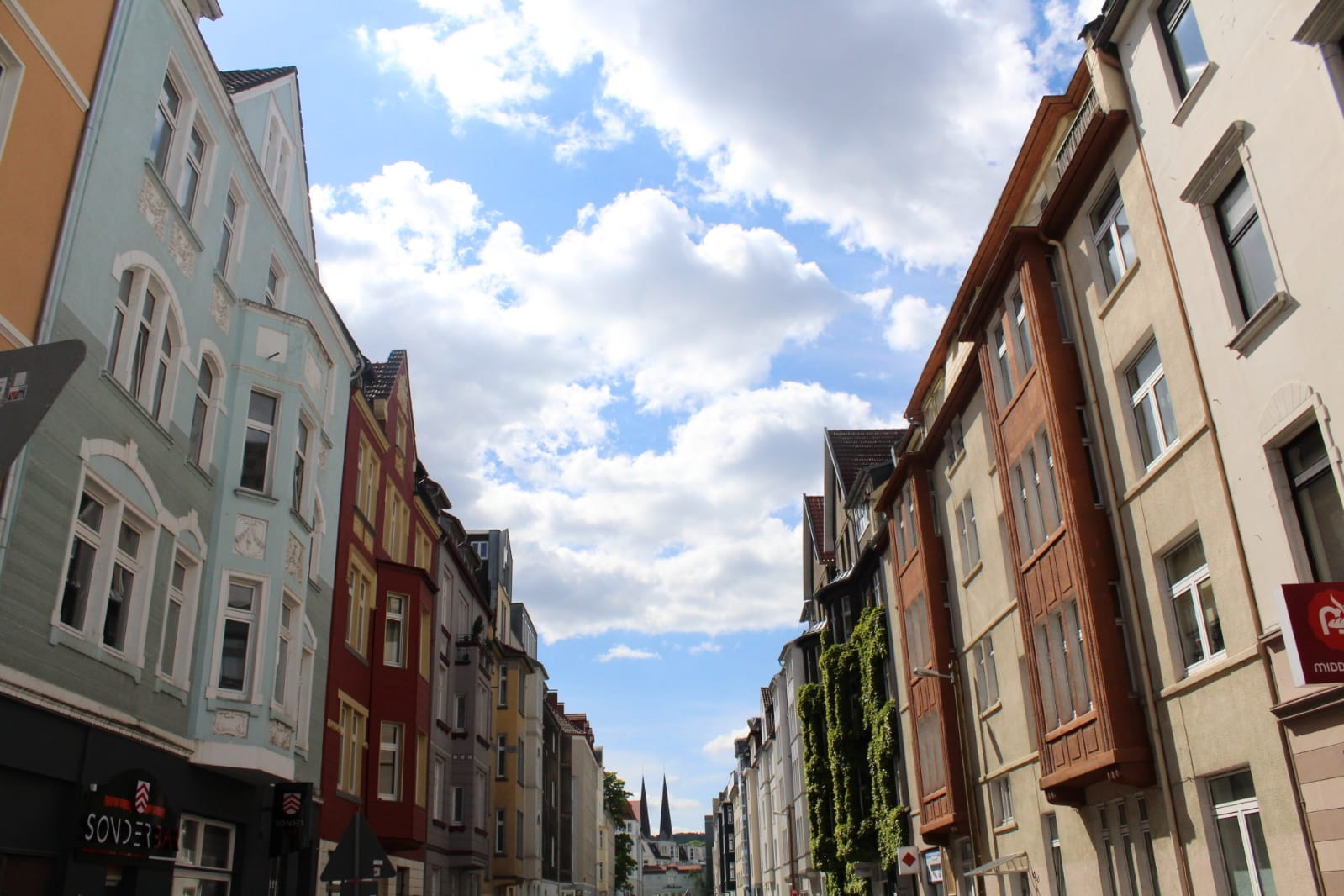
Klassische Straßenansicht im Dürkoppviertel

Das Dürkoppviertel ist ein Stadtviertel im Osten des Bielefelder Stadtbezirks Mitte, der weder politisch noch amtlich gegliedert ist. Wird aber üblicherweise in Stadtviertel unterteilt. Das Dürkoppviertel ist ein Altbauviertel, welches sich vor allem durch seine engen Straßen, seine farbenfrohen Altbauten auszeichnet. Bemerkenswert die vielen Seufzerbrücken (genannt Dürkoppbögen), welche viele Straßen überspannen und als Brücken zwischen den jeweiligen Häusern auf den beiden Straßenseiten dienen. Neben den Altbauhäusern sind große gewerblich genutzte rote Backsteingebäude mit Büro- und Bankräume vorhanden. Die Skyline bestimmen die Backsteinschlote der alten Fabrikhallen und der alten Ravensberger Spinnerei im Osten.

## Name

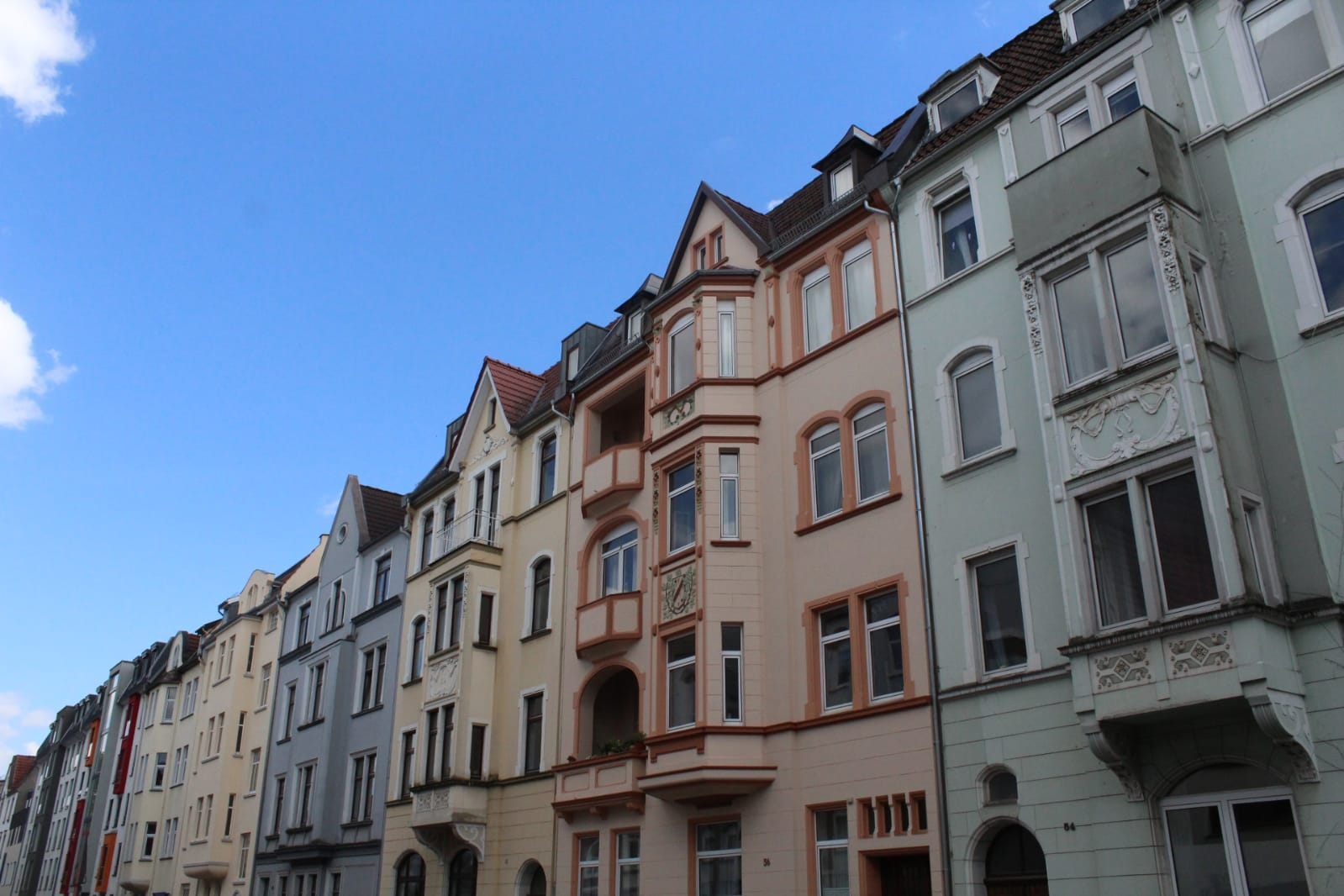
Typische Hausfassaden für das Dürkoppviertel

Seinen umgangssprachlichen Namen hat das Viertel von der in Bielefeld ansässigen, jahrhundertealten Familienfirma Dürkopp, welche hier ihre Hauptgebäude hatte.

## Lage und weitere Unterteilung
Das Viertel liegt östlich der Altstadt, im Süden begrenzt vom Komponistenviertel von der Detmolder Straße sowie im Osten von der Teutoburger Straße, welche es von Untersieker und der östlichen Innenstadt trennt. Im Norden wird es vom Kesselbrink, einem der zentralen Plätze Bielefelds, und im Westen vom Niederwall begrenzt, welche die Grenze zur Alt- und Neustadt bilden.
Einer der östlichen Bereiche des Dürkoppviertels rund um den Georg-Rothgiesser-Park lässt sich unter Umständen noch einmal einzeln unter dem Namen „Dürkopp Tor 6“ als eigenes Viertel verstehen.

## Verkehr
Als Hauptverkehrsachse fungiert die August-Bebel-Straße. Durch die engen Straßen des Viertels fahren zwei StadtBahn-Linien.
- Die Linie 3 (Babenhausen Süd – Stieghorst) durchquert es einmal von Westen nach Osten über die Haltestellen „August-Schröder-Straße“ und „Ravensberger Straße“ (ab November 2019 zu einer Haltestelle fusioniert und „Marktstraße“ genannt).
- Die Linie 4 (Universität – Dürkopp Tor 6), welche im Frühjahr 2019 von ihrer Endhaltestelle „Rathaus“ in das Viertel verlängert wurde, hält ebenfalls an der August-Schröder-Straße und findet im Viertel ihren Endpunkt an der Haltestelle „Dürkopp Tor 6“ im gleichnamigen Unterviertel.[1]
- Busverkehr innerhalb des Viertels gibt es nicht.